# Passabe (Verwaltungsamt)
| \| \| |
|       |

|  |

Passabe ist ein osttimoresisches Verwaltungsamt (portugiesisch Posto Administrativo) in der Sonderverwaltungsregion Oe-Cusse Ambeno. Der Sitz der Verwaltung befindet sich in Passabe.

## Geographie

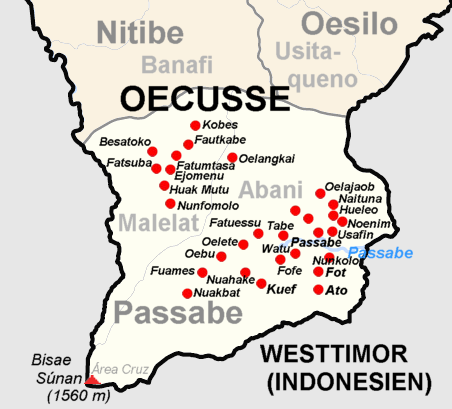
Flüsse und Orte in Passabe

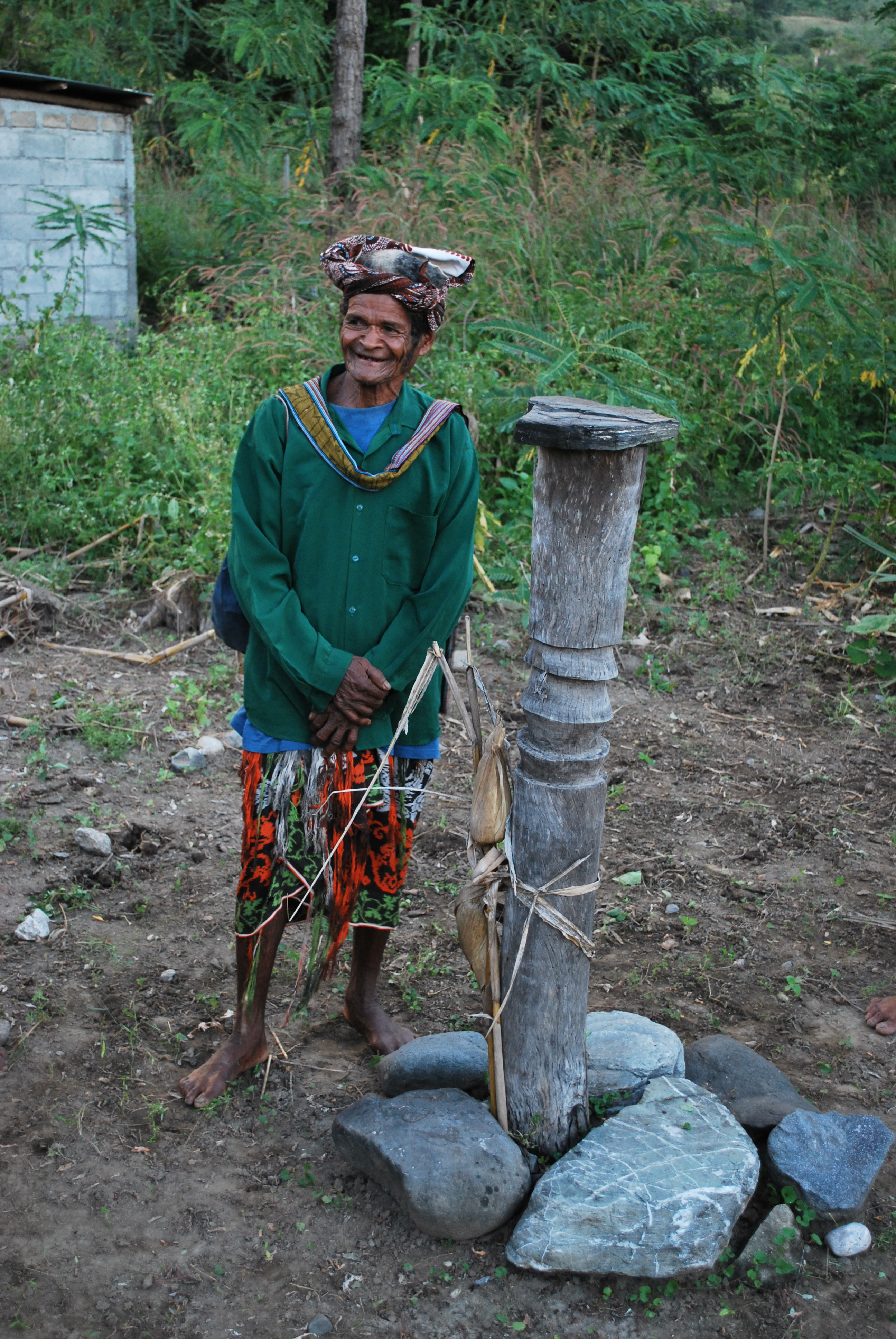
Ein Ai To’os, ein timoresischer „Totempfahl“ in Watu

Bis 2014 wurden die Verwaltungsämter noch als Subdistrikte bezeichnet. Vor der Gebietsreform 2015 hatte Passabe eine Fläche von 60,84 km². Nun sind es 60,18 km².
Das Verwaltungsamt Passabe bildet den Süden von Oe-Cusse Ambeno. Im Norden liegen die Verwaltungsämter Nitibe und Oesilo, in alle anderen Richtungen grenzt Passabe an Indonesien. Um die Zugehörigkeit der Área Cruz im Südwesten Passabes gibt es Streit zwischen den beiden Ländern. Das Verwaltungsamt Passabe teilt sich in die zwei Sucos Abani und Malelat. Der Suco Haemnanu wurde Abani vor 2003 angegliedert. An der Grenze zwischen Abani und Malelat verläuft von Südwest nach Nordost die Kette des Monte Puas. Sein Gipfel mit 1121 m liegt in Abani. An der Südwestspitze Passabes liegt mit 1560 m der höchste Punkt von Oe-Cusse Ambeno, der Bisae Súnan. Von hier aus kann man auf der indonesischen Seite Westtimors höchsten Berg, den Mutis (2427 m) sehen. Wo der Passabefluss nach Indonesien fließt, sinkt das Land im Osten auf 505 m ab, an der Westgrenze am Fluss Kusi, der später zum Noel Besi wird, sogar auf 485 m.

Klimadaten
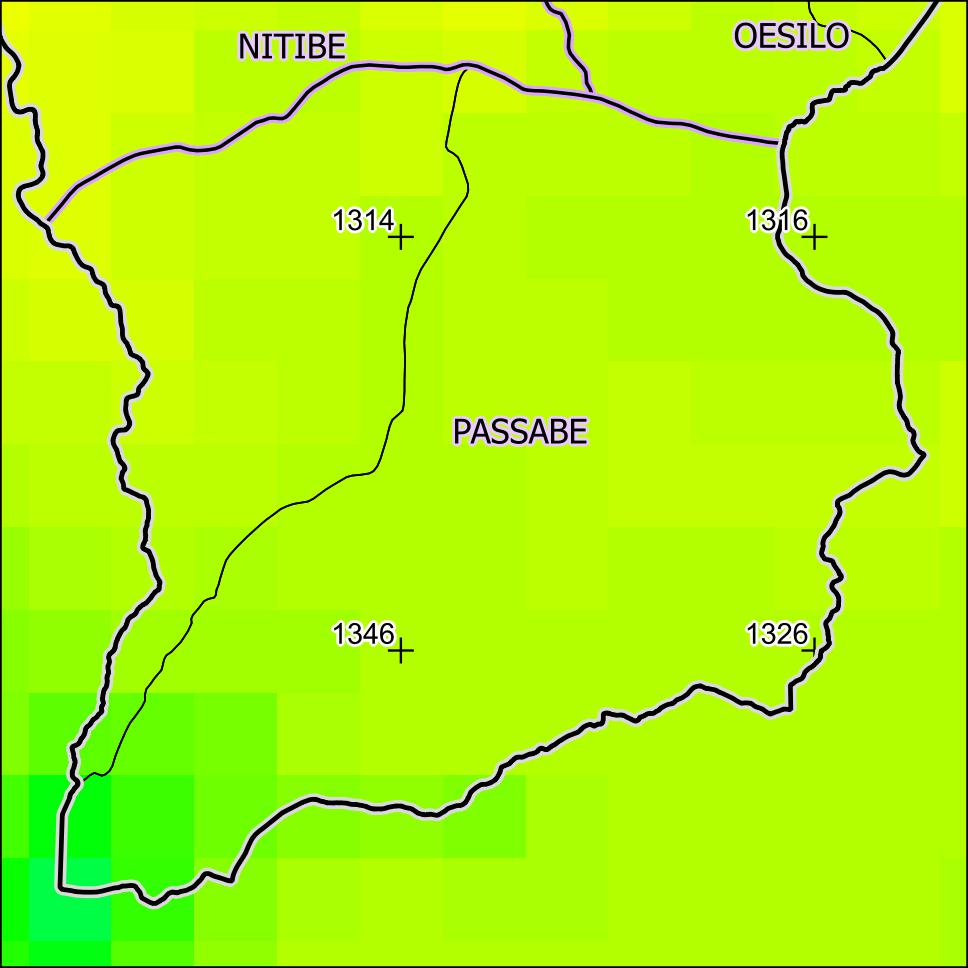
Jährliche Niederschlagsmenge (2000)
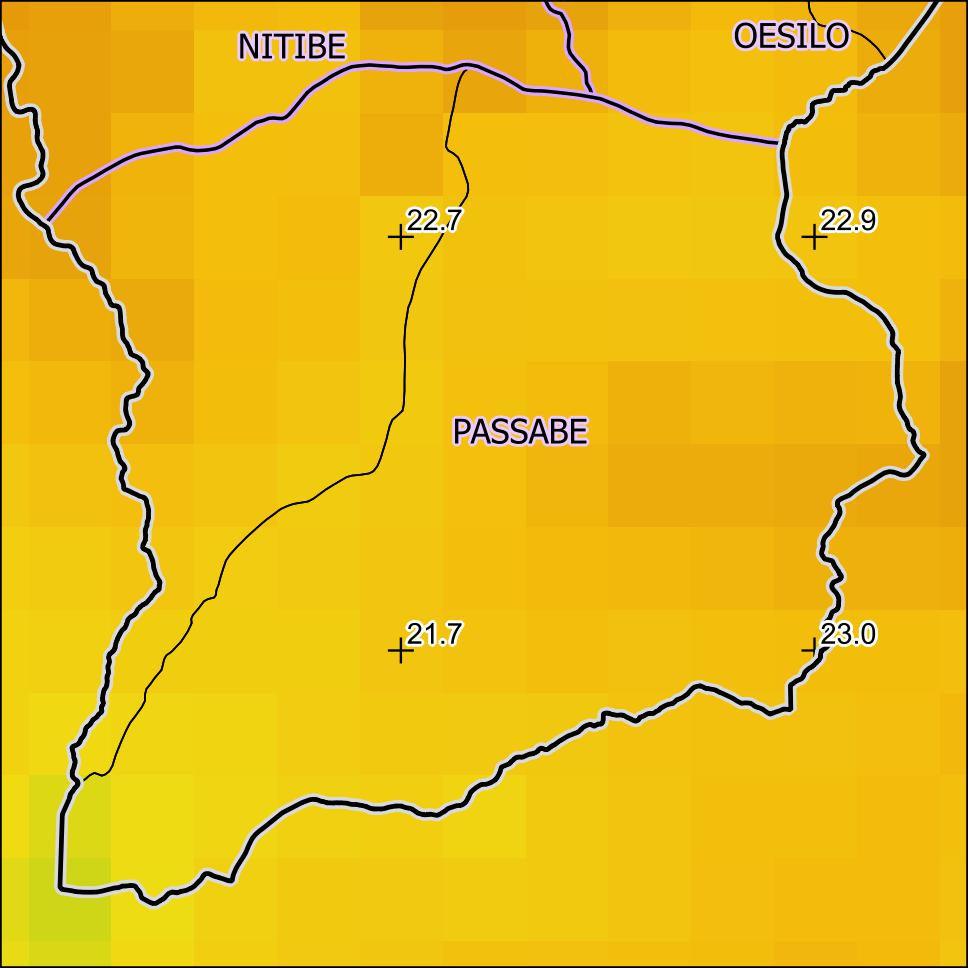
Jahresdurchschnitts-temperatur (2000)

## Einwohner
Passabe hat 9.137 Einwohner (2022), davon sind 4.647 Männer und 4.490 Frauen. Im Verwaltungsamt gibt es 1.965 Haushalte. Die größte Sprachgruppe bilden die Sprecher der Nationalsprache Baikeno. Der Altersdurchschnitt beträgt 18,7 Jahre (2010, 2004: 19,5 Jahre).

## Geschichte

### Grenzstreit mit Indonesien

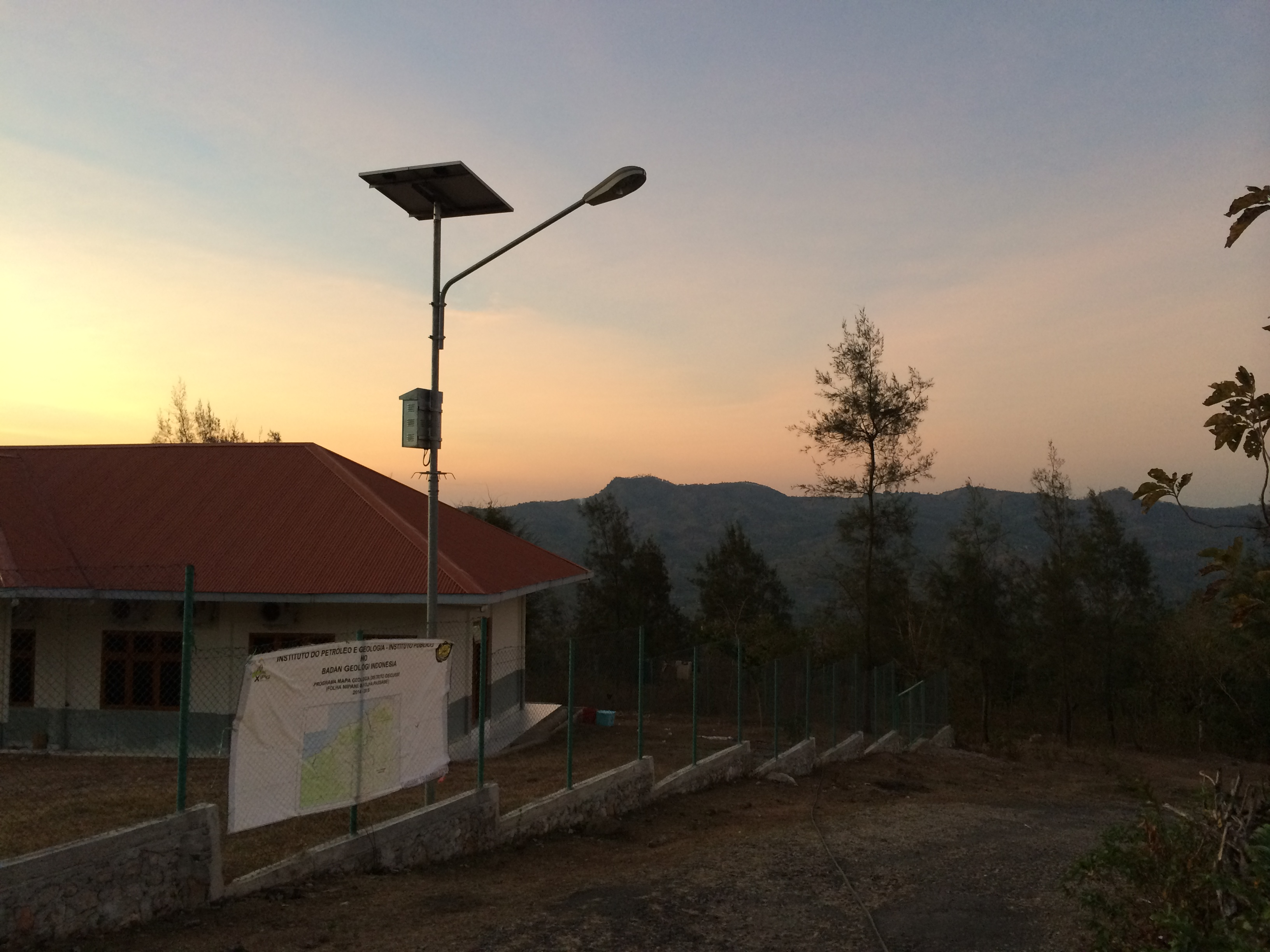
Zollbüro in Abani

Aufgrund von Ansprüchen der Dörfer beiderseits der Grenze gibt es Streit um die Zugehörigkeit der sogenannten Área Cruz, nordöstlich des Bisae Súnan, zwischen Osttimor und Indonesien. Seit den 1960er Jahren eskaliert der Streit immer wieder.

### Das Passabe-Massaker
Passabe war der Schauplatz des schlimmsten Massakers in Oe-Cusse Ambeno, während der Unruhen nach dem Unabhängigkeitsreferendum von 1999. Soldaten der Streitkräfte Indonesiens und 200 pro-indonesische Milizionäre der Sakunar (Skorpion) ermordeten zunächst zwischen dem 7. und 9. September 1999 im damaligen Subdistrikt Oesilo in den Dörfern Tumin, Quiubiselo, Nonquican (alle Suco Bobometo) und Nibin (Usitaqueno) 17 Personen mit Macheten und Schusswaffen. Häuser wurden niedergebrannt und die Überlebenden in das indonesische Westtimor deportiert. In Inbate angekommen, wurden 55 junge Männer durch Soldaten, Polizisten und Milizionären von den anderen getrennt, gefesselt und geschlagen. Am Morgen des 10. Septembers wurden sie zu Fuß nach Passabe getrieben und 47 dort erschossen und erstochen. Acht Männer konnten entkommen.
Die aus Singapur stammenden James Leong und Lynn Lee drehten einen Dokumentarfilm namens Passabe, der in dem Dorf spielt. Der Film zeigt das Leben einiger Einwohner Passabes fünf Jahre nach den Gewalttaten. Auch das Leben eines ehemaligen Mitglieds der Milizen wird gezeigt und wie die Gemeinde mit dem Geschehenen umgeht. Im Januar 2006 wurde der Film vom Jakarta International Film Festival ausgeschlossen.

### Das unabhängige Osttimor
Am 1. August 2012 kam es zu einem Zusammenstoß zwischen Indonesiern und Osttimoresen an der Grenze. Sie bewarfen sich mit Steinen, bis Sicherheitskräfte aus beiden Ländern die Streitenden trennten. Am Tag darauf zerstörten hunderte Einwohner des indonesischen Dorfes Haumeni Ana (Regierungsbezirk Nordzentraltimor) Gebäude der osttimoresischen Zollstation. Sie war, nach Angaben eines indonesischen Offiziers, aufgrund eines Vermessungsfehlers 20 Meter in das indonesische Territorium gebaut worden.

## Politik
Nach den Wahlen 2004/2005 wurde Adelino Cau von der Landesregierung Osttimors zum Administrator des damaligen Subdistrikts Passabe ernannt. 2014 war Antão Ulan Administrator.

## Wirtschaft
95 % der Haushalte in Passabe bauen Maniok an, 94 % Reis, 95 % Mais, 89 % Kokosnüsse, 95 % Gemüse und 67 % Kaffee.

## Persönlichkeiten
- Francisco Xavier Marques (1962–2022) aus Abani, Distriktsadministrator